# Ardicino della Porta
Ardicino della Porta (auch: Ardicino della Porta der Jüngere; * 1434 in Novara; † 4. September 1493 in Rom) war Bischof von Aléria, ernannter Administrator von Olmütz und Kardinal der Römischen Kirche.

## Kirchliche Laufbahn
Ardicino war Bischof von Aléria auf Korsika. Nachdem 1484 sein Onkel Giovanni Battista Cibo zum Papst gewählt worden war, erhob er Ardicino della Porta am 4. März 1489 zum Kardinal und übertrug ihm die Titelkirche Santi Giovanni e Paolo in Rom.

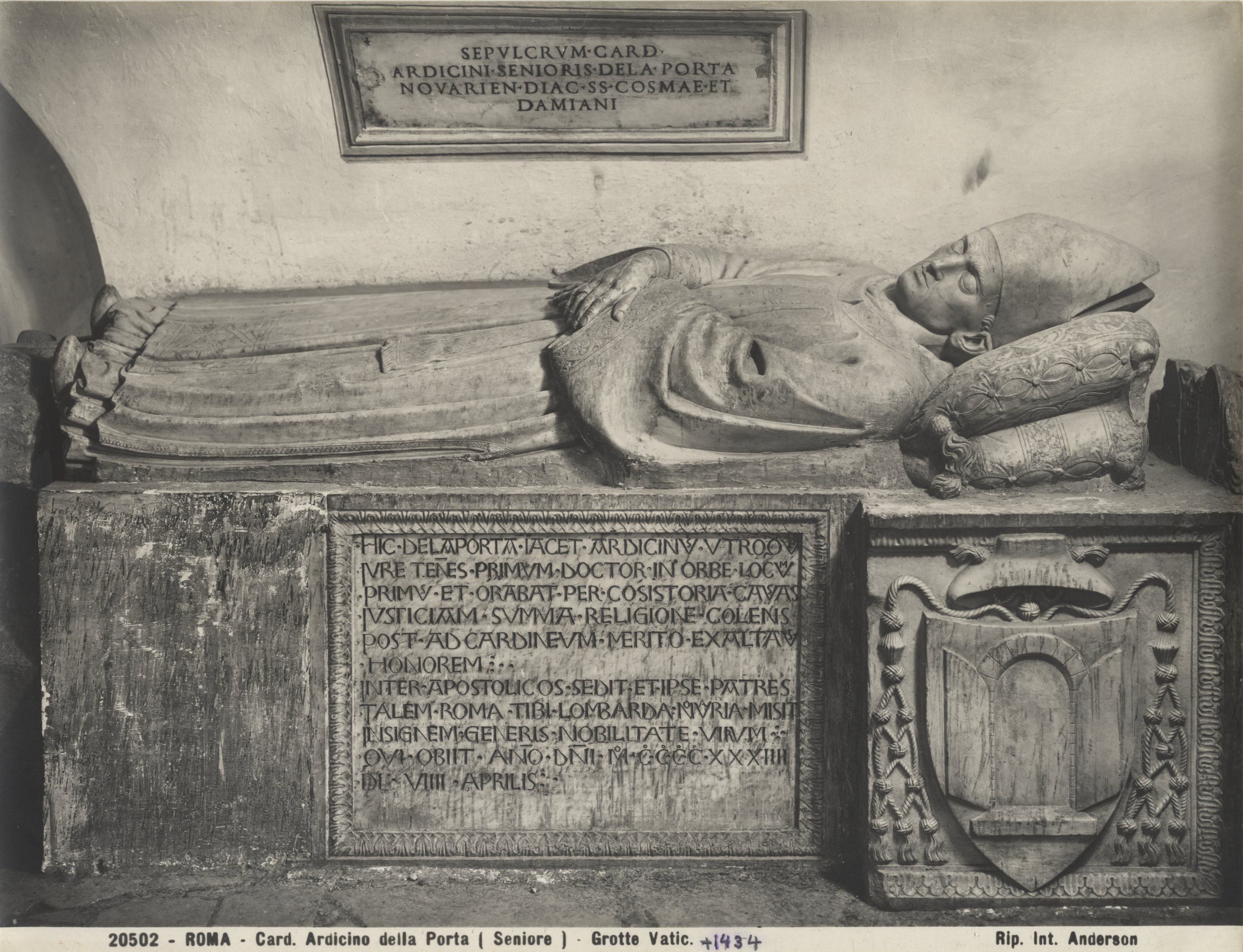
Grab des Kardinals in den Vatikanischen Grotten

Am 3. Juni 1489 ernannte der Papst Ardicino della Porta zum Administrator von Olmütz, obwohl der bisherige Administrator Johann Filipec noch im Amt war. Das Olmützer Domkapitel wurde nicht beteiligt. Der Papst berief sich auf sein Besetzungsrecht, nachdem er der von Johann Filipec erbetenen Resignation zugestimmt hatte. Bei dieser Ernennung ging es nur um die mit dem Amt verbundenen Pfründen. Ardicino della Porta betrat niemals das Gebiet des Bistums Olmütz. 1492 gab er das Amt auf.